# Barthold Beckmann
Barthold Beckmann (* 1549 in Hamburg; † 4. September 1622 ebenda) war ein Hamburger Ratsherr und Bürgermeister.

## Leben
In Hamburg geboren, wurde Beckmann im Jahr 1599 Kämmereibürger, später Jurat an Sankt Katharinen und im Jahr 1614 zum Ratsherrn gewählt. 1617 wurde er zum Bürgermeister für den verstorbenen Johann Wetken († 1616) gewählt. Am 23. Juli 1622 wurde Beckmann auf seinem Gut Höltenklinken krank und nach Hamburg gebracht, wo er kurze Zeit später verstarb.
Beckmann stiftete der Katharinenkirche einen Taufstein.

## Familie
Beckmanns Eltern waren der Oberalte im Kirchspiel Sankt Petri Lucas Beckmann († 1565) und dessen Frau Margaretha Meyer.
Er war mit Margaretha oder Magdalena Vögeler, Tochter des Bürgermeisters Nicolaus Vögeler (1525–1587), verheiratet. Aus dieser Ehe stammen die Kinder:
1. Margaretha ⚭ 1595 Meino von Eitzen († 1634)[6], Oberalter im Kirchspiel Sankt Katharinen
2. Nicolaus (* 1577) ⚭ Anna Moller, Tochter des Bürgermeisters Vincent Moller vom Hirsch (1560–1621)[7][8]
3. Lucas (1581–1625)[9] ⚭ 1616 Agatha de Greve, Tochter von Jacob de Greve (1553–1636), die in zweiter Ehe 1628 den Kaufmann Dominicus von Uffele (1584–1656)[10] heiratete.
4. Elisabeth (1586–1657) ⚭ 1604 Vincent Moller vom Baum (1568–1625)[11], Ratssyndicus
5. Magdalena († 1648) ⚭ 1609 Eberhard Twestreng († 1622)[12], Ratsherr
6. Anna († 1647) ⚭ 1610 Johann Rodenborg (1574–1640)[13], Ratsherr und Amtmann in Ritzebüttel
7. Gertrud ⚭ 1618 Michael Wichmann (1589–1641)[14], Jurist